# Gabriel d'Arjuzon
Pour les articles homonymes, voir D'Arjuzon.
Gabriel Thomas Marie, comte d'Arjuzon (né à Paris le 1er février 1761 et mort Paris le 9 décembre 1851), est un administrateur et homme politique français.
Premier chambellan de Louis Bonaparte, roi de Hollande, il est appelé à la Chambre des pairs pendant les Cent-Jours et sous la Restauration française.

## Biographie
Gabriel Thomas Marie Darjuzon est le fils de Jean-Marie d'Arjuzon (1713-1790), dernier seigneur de Muzy et fermier général et d'Hélène Geneviève Duchesnay-Derpren (1735-1761). Il entra dans l'administration des finances où il fut quelque temps receveur général.
En 1789, il était électeur de la noblesse d'Évreux. Chef de bataillon de la garde nationale de cette ville en 1790, il traversa la Révolution française sans y jouer aucun rôle marqué.
Le 14 mai 1806, il fut nommé président du collège électoral de l'Eure et passa le 19 juin suivant au service de Louis-Napoléon, roi de Hollande, en qualité de grand chambellan de la couronne de Hollande. Madame d'Arjuzon avait été elle-même dame du palais de la reine Hortense, avant l'époque où cette princesse monta sur le trône de Hollande.
Le comte d'Arjuzon avait, en outre, servi comme aide de camp du général en chef de l'armée du Nord en 1805 et 1806. Napoléon le fit comte de l'Empire le 2 février 1809.
En 1814, il était chef de bataillon de la garde nationale parisienne (4e bataillon). Au retour de Louis XVIII, il fut nommé chevalier de la Légion d'honneur, ce qui n'empêcha pas Napoléon de le comprendre, pendant les Cent-Jours, parmi les pairs qu'il institua, le 2 juin 1815.
La même dignité héréditaire lui fut d'ailleurs rendue par l'ordonnance royale du 5 mars 1819. Le majorat de sa pairie a été constitué au titre de baron. Le comte d'Arjuzon compta à la Chambre haute parmi les défenseurs modérés de la Restauration française : il vota avec les royalistes constitutionnels. Il fut promu officier de la Légion d'honneur en 1825.
Après la Révolution de Juillet 1830, il continua de siéger jusqu'au 9 janvier 1832, jour où l'hérédité de la pairie ayant été abolie, il donna sa démission de pair de France, en compagnie de douze de ses collègues,.
À sa mort, il fut inhumé au cimetière Saint-Louis d'Évreux.

### Postérité
- Fils de Jean-Marie Darjuzon (Peyrehorade, 25 septembre 1713 - Paris, 7 mars 1790), fermier général, dernier seigneur de Muzy, et Hélène Geneviève Duchesnay-Derpren (1735 - Paris, 1er février 1761, morte en couches[7]), Gabriel d'Arjuzon épousa, le 28 avril 1795 à Paris, Marie Agnès Françoise Pierre Pascalie Hosten (L'Arcahaye - Saint-Domingue), 3 avril 1774 - Paris Ier, 25 février 1850, inhumée au cimetière Saint-Louis d'Évreux), dame pour accompagner la reine Hortense (1811), fille de Jean Baptiste Hosten l'aîné (1741-1802), dont il eut :
  - Pascal François Marie (né le 13 février 1797) ;
  - Gabrielle Georgette Marthe Jeanne (12 novembre 1798-1835), mariée, le 15 mars 1817 à Paris, avec Amable Jean Joseph Charles de Sahuguet d'Amarzit, baron d'Espagnac (1788-1873), dont postérité ;
  - Félix Jean François Thomas (1800-1874), 2e comte d'Arjuzon, conseiller général de l'Eure, député de l'Eure (1852-1870), chambellan de Napoléon III (1853-1861), marié, le 25 juin 1826 à Paris, avec Isabelle de Reiset (1808-1849), dont :
    - Postérité ;

  - Louis Napoléon Paul (né le 3 août 1806)[n 2].

La descendance du comte d'Arjuzon compte parmi les familles subsistantes de la noblesse d'Empire.

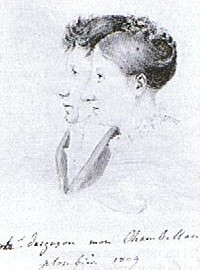
M. d'Arjuzon, mon chambellan, et son épouse par Hortense de Beauharnais (1783-1837) en 1809
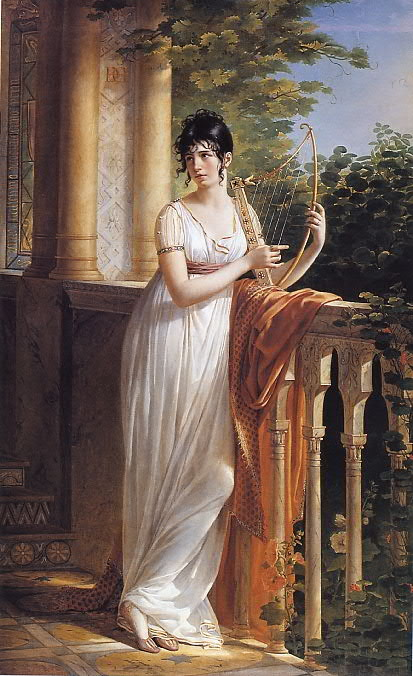
Portrait de Madame d'Arjuzon par René Théodore Berthon (1776-1859).
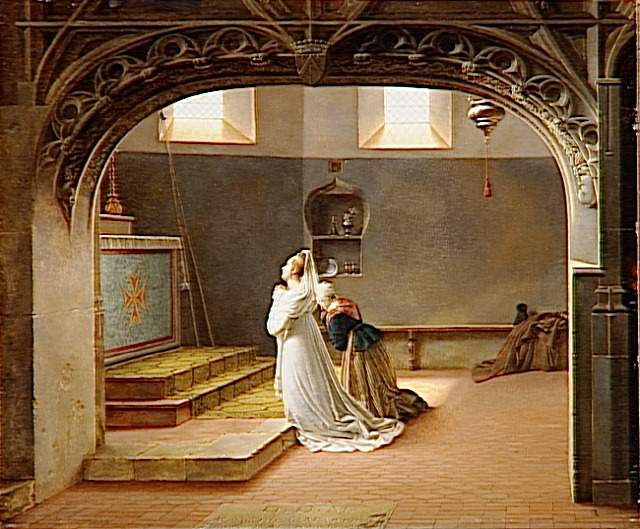
Gabrielle d'Arjuzon priant pour le rétablissement de la santé de sa mère par Philippe Coupin de La Couperie entre 1812 et 1814.

## Distinctions

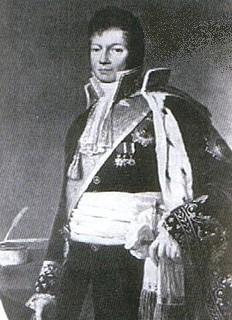
G. d'Arjuzon en pair de France
peinture attribuée à David.

### Titres
- Institution de majorat attaché au titre de comte Darjuzon et de l'Empire accordée par lettres patentes signées à Paris le 2 février 1809 ;
- Titre de comte héréditaire confirmé en sa faveur par lettres patentes du 27 janvier 1815. Règlement d'armoiries :
- Pair de France (Chambre des pairs) :
  - 2 juin 1815 - 24 juillet 1815, 5 mars 1819 - 9 janvier 1832,
  - Titre de pair héréditaire, par ordonnance royale du 5 mars 1819 et établi au titre de baron-pair, sur majorat de pairie (terres dans l'arrondissement de Dreux), formant le majorat précédemment institué le 2 février 1809, par lettres patentes du 13 mars 1820[8].
- Transmission des titre et majorat de baron-pair conférés par lettres patentes des 2 février 1809 et 13 mars 1820 (ces dernières modifiant le titre de comte en celui de baron, pour l'assiette de la pairie héréditaire), confirmée en faveur de son fils cadet, le comte d'Arjuzon, par arrêté ministériel du 6 décembre 1852.
- Transmission des titre de comte héréditaire et majorat au titre de baron-pair conférés à Gabriel-Thomas Darjuzon, par lettres patentes du 2 février 1809 et du 13 mars 1820, confirmée en faveur du petit-fils aîné en primogéniture, Georges-Jacques-Marie d'Arjuzon, par arrêté ministériel du 3 avril 1875.

### Décorations
| Officier de la Légion d'honneur | Grand-croix de l'ordre de l'Union | Grand-croix de l'ordre de la Réunion | Grand-croix de l'ordre du Mérite civil, dit de la Couronne de Bavière |

- Chevalier de l'ordre royal du Mérite de Hollande (1er janvier 1807)[3], puis,
  - Premier Grand-croix de l'ordre de l'Union (1er février 1807), il fut chargé de remettre les croix de chevaliers à la première formation[4] ;
- Grand-croix de l'ordre de la Réunion[9] ;
- Grand-croix de l'ordre du Mérite civil, dit de la Couronne de Bavière[3] (dès le Premier Empire[9])
- Légion d'honneur[4] :
  - Chevalier (7 décembre 1814), puis,
  - Officier de la Légion d'honneur (22 mai 1825) ;

### Hommage, honneurs, mentions,...
- Grand chambellan de la couronne de Hollande (19 juin 1806)[4] ;
- Chevalier d'honneur de la reine de Hollande (3 février 1808).

## Armoiries
| Image | Blasonnement |
| ----- | --- |
|       | Armes du comte Darjuzon et de l'Empire D'azur au chevron d'argent, accompagné de trois fers de lances de même, à la bordure d'or ; franc-quartier des comtes présidents des collèges électoraux qui est d'azur aux trois fusées d'or posées en fasce. - Livrée : jaune, blanc et bleu. |
|       | Armes du comte d'Arjuzon, baron-pair D'azur, au chevron d'argent, accompagné de trois fers de dard du même, la pointe en haut,. - Couronne de comte. - Supports : deux lions. |

## Pour approfondir